# The Vanishing of Ethan Carter
The Vanishing of Ethan Carter (en français « la Disparition d'Ethan Carter ») est un jeu vidéo indépendant orienté vers la narration appartenant au genre du walking simulator. Il est édité par Nordic Games et développé par The Astronauts et est sorti le 25 septembre 2014 sur PC et le 14 juillet 2015 sur PlayStation 4. Le jeu sort ensuite le 19 janvier 2018 sur Xbox One, avec la possibilité de jouer en 4K, puis le 15 août 2019 sur Nintendo Switch.

## Histoire
The Vanishing of Ethan Carter raconte l'histoire de Paul Prospero, un détective privé spécialisé dans les événements occultes. Il reçoit une lettre d'un garçon dénommé Ethan Carter qui l'appelle à l'aide et lui demande de venir le voir.
Paul Prospero va donc à Red Creek Valley, une vallée très peu habitée où se déroule l'ensemble du jeu. Il y constate plusieurs meurtres sanglants ainsi que la disparition d'Ethan. 

## Système de jeu
The Vanishing of Ethan Carter est un jeu d'aventure se concentrant principalement sur la narration. Il se dispense de plusieurs mécaniques classiques du jeu d'aventure, comme les inventaires, ou les journaux de quête.
La principale mécanique de jeu est la résolution d'énigmes, qui permet de faire avancer l'intrigue. Ces énigmes consistent la plupart du temps en des scènes de crime, que le joueur doit comprendre. Il peut examiner les indices et déplacer les objets pour les replacer au bon endroit. Lorsque Paul Prospero touche le corps d'une victime, il a des visions que le joueur doit remettre dans le bon ordre pour comprendre la chronologie des événements.
Le joueur peut résoudre les énigmes dans n'importe quel ordre.

## Développement
The Vanishing of Ethan Carter est développé par The Astronauts, un studio polonais composé d'anciens du studio People Can Fly.

## Accueil

### Critique
The Vanishing of Ethan Carter a reçu une note agrégée de 82 % par Metacritic pour la version PC et 81 % pour la version PlayStation 4.
Il a été encensé pour ses qualités techniques,,.

### Ventes
Selon Steam Spy, le jeu est possédé par 335 000 (+- 13 000) utilisateurs Steam à la date du 28 décembre 2015. Il a été joué par 235 000 (+- 11 000) d'entre eux, pendant une durée moyenne de 3h38 et une durée médiane de 2h38.